# Labourage nivernais
Le Sombrage
Labourage nivernais, dit aussi Le Sombrage, est une peinture à l'huile sur toile (133 × 260 cm) réalisée en 1849 par Rosa Bonheur et conservée au musée d'Orsay.

## Description

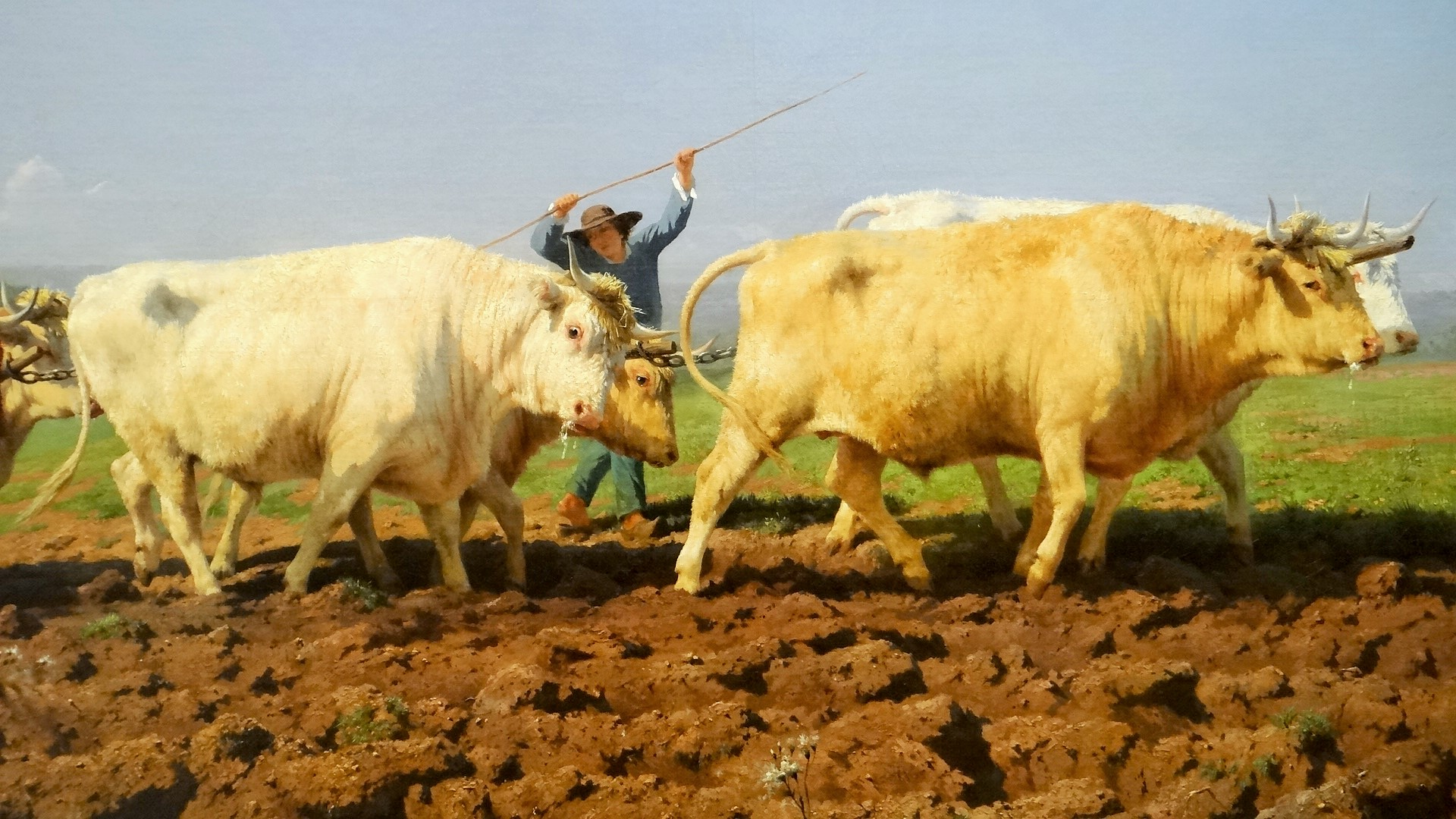
Détail sur un des attelages de bœufs.

Le tableau représente le premier labour, qui est aussi appelé sombrage. Dans une plaine vallonnée, deux attelages de six bœufs tirent les charrues afin de retourner la terre du champ.
Le tableau est décrit par Léonce Bénédite dans Les Chefs-d'œuvre du Musée du Luxembourg : « Sous la claire lumière du matin, par un beau ciel bleu et tendre, deux attelages de six superbes bœufs blancs et roux, (...), aiguillonnés par leurs conducteurs, tirent chacun, l'une derrière l'autre, une charrue dont le soc fend la terre brune en motte régulières. Au fond, à droite, une plaine coupée de bouquets d’arbres ; à gauche, un petit coteau boisé où l'on distingue, à travers les frondaisons épaisses le toit d'une ferme ».

## Histoire
L'État français commande Labourage nivernais, une peinture à l'huile, à Rosa Bonheur en 1848 pour un musée de Lyon et l'achète 20 000 francs. Les sources divergent sur l'endroit où il a été peint : à Beaumont-Sardolles, dans la Nièvre, selon les uns, ou rue de l'Ouest à Paris selon l'artiste elle-même dans ses Souvenirs. L'État préfère finalement le conserver à Paris au musée du Luxembourg de 1849 à 1920,. Après la mort de Rosa Bonheur, l'œuvre entre au musée du Louvre et y reste de 1920 à 1923,. De 1923 à 1986, il est en dépôt au musée national du Château de Fontainebleau. Le tableau rejoint les collections du musée d'Orsay en 1986,.
Le tableau est montré pour la première fois lors du Salon de 1849 qui se tient au palais des Tuileries,. Ce tableau contribue à installer la réputation de son auteure. La toile est également présentée lors de l'exposition universelle de Paris de 1889.